# Munktorps kyrka
Munktorps kyrka är en kyrkobyggnad i Munktorp i Västerås stift. Den är församlingskyrka i Köpingsbygdens församling. En numera igenvuxen, rak allé går från kyrkogården rakt söderut fram till förbipasserande järnväg och Munktorps stationssamhälle, framvuxet under 1800-talets sista två decennier.

## Kyrkobyggnaden
Egentligen består Munktorps kyrka av två sammanbyggda kyrkor. Ursprungliga kyrkan kallas Davidskyrkan och uppfördes enligt gamla uppgifter omkring år 1055. Kyrkans upphovsman är ”Västmanlands apostel“, den engelske abboten David som avled 1082. Munkarna stannade kvar i Munktorp som blev Västmanlands kyrkliga centrum. I närheten av kyrkan finns Sankt Davids källa där han enligt traditionen förrättade dop. Kvarlevorna av David lades i ett skrin som begravdes i kyrkan. På 1400-talet flyttades relikerna till Västerås domkyrka.
En annan teori om Davidskyrkans tillkomst är att den varit en förhall som tidigt byggdes framför kyrkans huvudingång. Vid en inventering av vinden kunde inga tydliga spår identifieras för att tydliggöra historiken kring Davidskyrkan. Taklaget är ombyggt och delarna omplockade men de äldsta delarna uppskattas vara senmedeltida, eventuellt 1500-tal.
Ursprungskyrkan var en östtornskyrka bestående av ett litet långhus och torn ovanför koret. På 1200-talet tillbyggdes ett enskeppigt långhus väster om tornet, i praktiken en ny kyrka. På 1500-talet tillkom sidoskeppen och kyrkan omdanades till en treskeppig basilika. Äldre takstolar finns bevarade och är påbyggda, eventuellt är de från denna fas. Fullt utbyggd blev kyrkan 70 meter lång. 1986 lät man av praktiska skäl vända kyrkorummet så att Davidskyrkans altare låg åt väster.
Det kraftiga fästningslika tornet är oproportionerligt stort i förhållande till det ursprungliga långhuset. Troligen har tornet under senare tid blivit påbyggt. Numera kröns tornet av en lanternin. I kyrkorummet finns en så kallad ambo som är en öppning i en pelare och kan användas som talarstol vid läsning av bibeltexter under gudstjänst.

## Inventarier

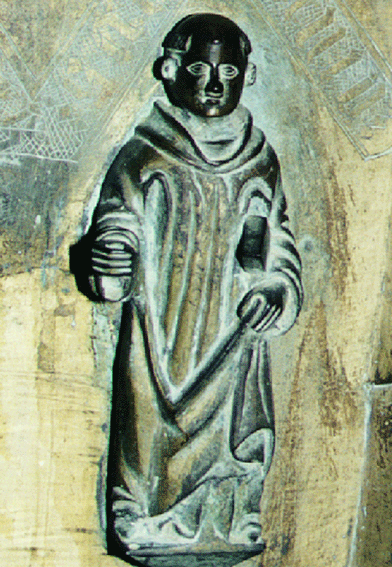
Sankt David i Munktorps kyrka

- I kyrkans ägo finns ett nattvardskärl från 1400-talet.
- Dopfunten av brons tillverkades i Lübeck omkring år 1360.
- Ett altarskåp från 1400-talet finns i södra sidoskeppet.
- Dörren mellan vapenhuset och kyrkorummet är från 1400-talet.

### Orgel
- 1634 fanns en gamma ospelbar orgel i kyrkan.
- 1656 byggde Frans Bohl, Stockholm en orgel med 9 stämmor.
- På 1850-talet användes en tillfällig orgeln som var byggd av Anders Petter Halld'n, Munktorp.
- 1859 byggde Per Åkerman och Erik Adolf Setterquist, Strängnäs en orgel med 20 stämmor, två manualer och pedal.
- Den nuvarande orgeln byggdes 1944 av A Magnussons Orgelbyggeri AB, Göteborg. Orgeln är pneumatisk. Den har fria kombinationer, fasta kombinationer, automatisk pedalväxling och registersvällare.

| Manual I            | Manual II     | Pedal       | Koppel    |
| Borduna 16´         | Rörflöjt 8´   | Subbas 16´  | I/P       |
| Principal 8´        | Salicional 8´ | Violon 16´  | II/P      |
| Flûte harmonique 8' | Principal 4'  | Oktavbas 8´ | II/I      |
| Gedackt 8'          | Flöjt 4'      | Koralbas 4' | II 16'/I  |
| Oktava 4'           | Nazard 2 2⁄3' | Basun 16'   | II 4'/I   |
| Täckflöjt 4'        | Waldflöjt 2'  | Clarion 4'  | II 16'/II |
| Quinta 2 2⁄3'       | Ters 1 3⁄5'   |             | II 4'/P   |
| Oktava 2'           | Sifflöjt 1'   |             |           |
| Cornett 4 chor      | Cymbel 3 chor |             |           |
| Mixtur 3-5 chor     | Tremulant     |             |           |
| Trumpet 8'          |               |             |           |

#### Davidkyrkans orgel
Orgeln byggdes 1970 av J Künkels Orgelverkstad AB, Lund. Orgeln är mekanisk. 1987 utökades orgeln med självständig pedal av samma firma.
| Manual           | Pedal      | Koppel  |
| Gedackt 8'       | Subbas 16' | Man/Ped |
| Rörflöjt 4'      |            |         |
| Principal 2' B/D |            |         |
| Nasat 1 1⁄3' B/D |            |         |
| Regal 8'         |            |         |

## Galleri

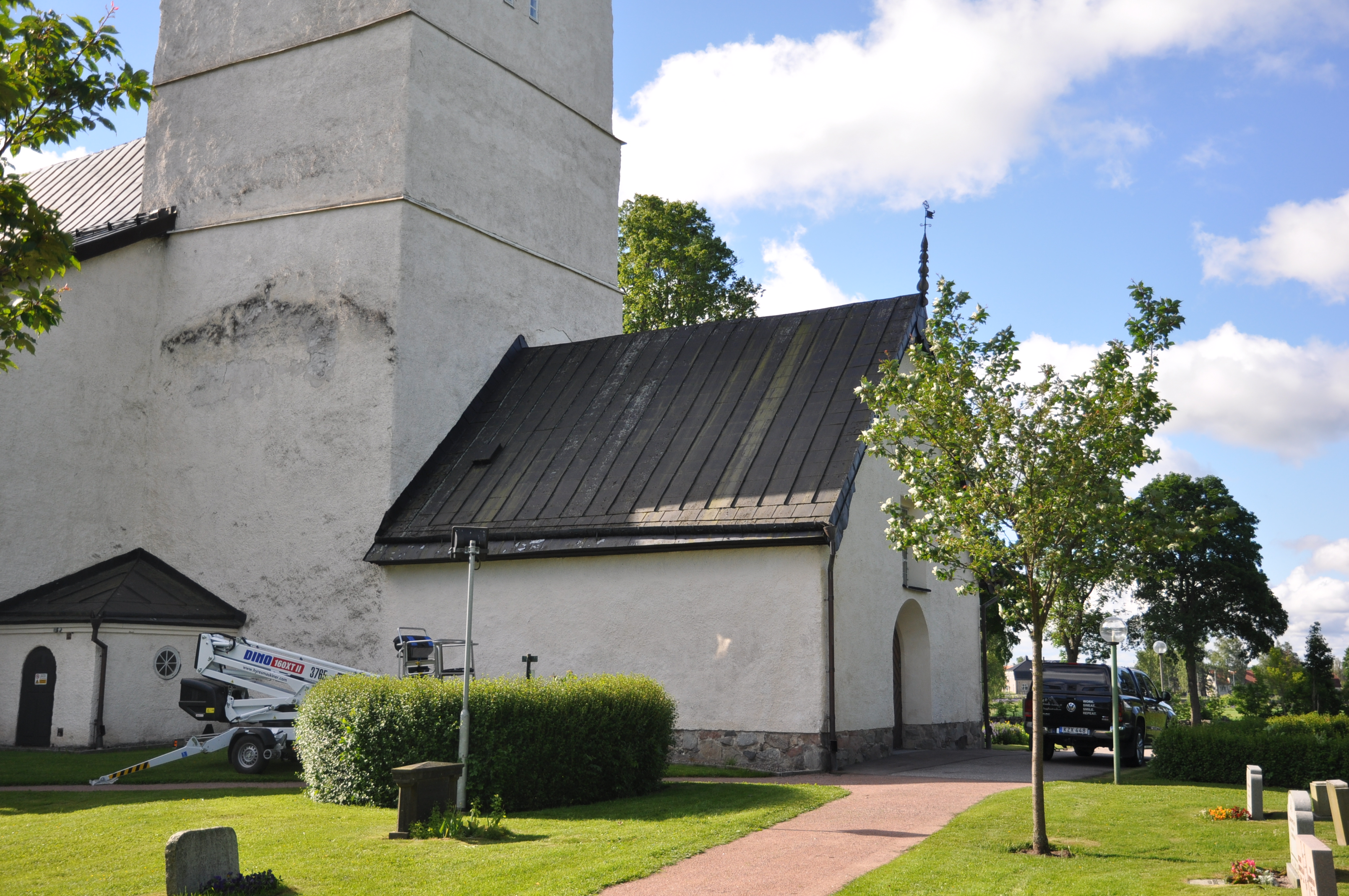
Davidskyrkan, Munktorps kyrka
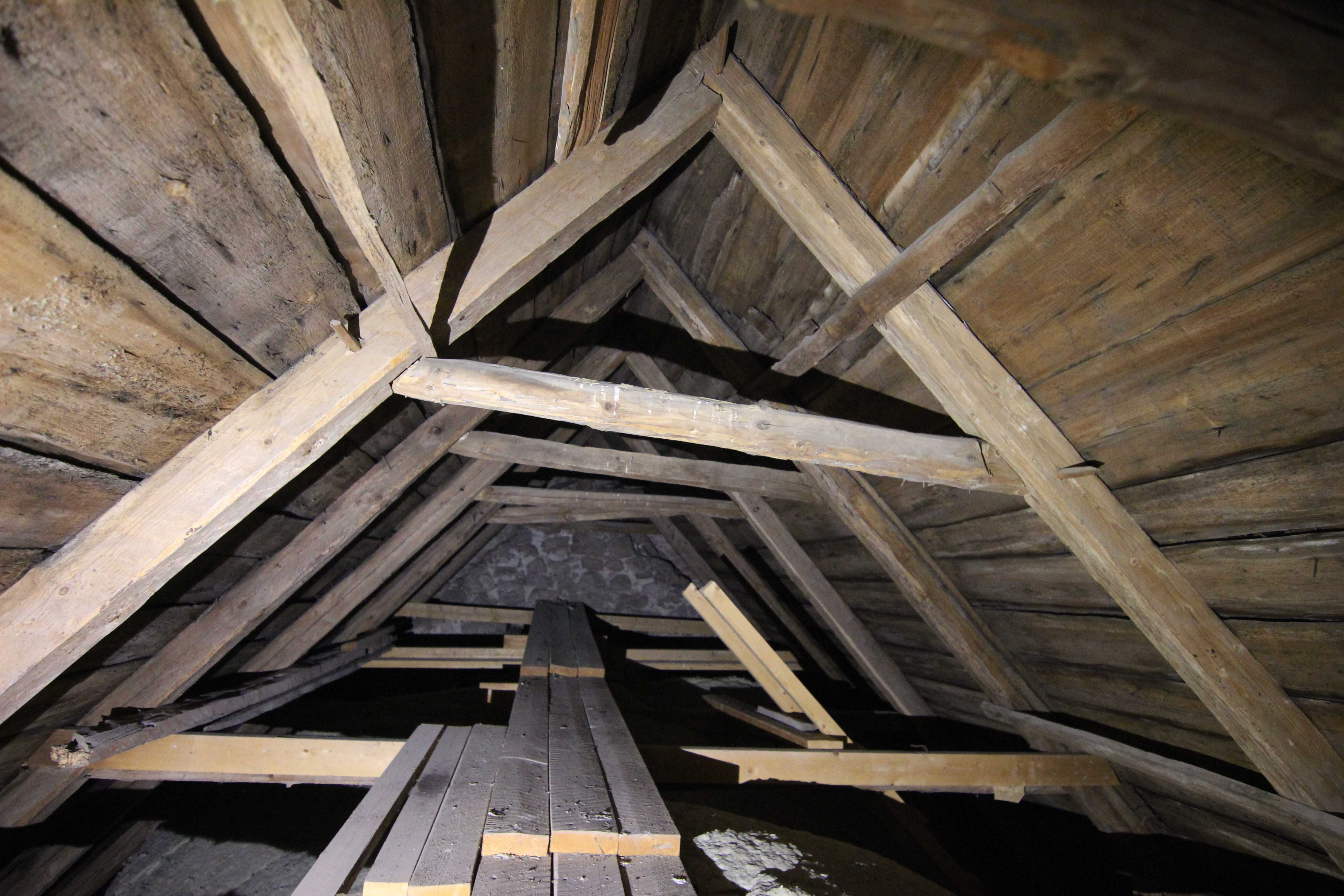
Del av takkonstruktionen, Davidskyrkan, Munktorps kyrka.